# Álvaro Cortez
 (juillet 2017).
Si vous disposez d'ouvrages ou d'articles de référence ou si vous connaissez des sites web de qualité traitant du thème abordé ici, merci de compléter l'article en donnant les références utiles à sa vérifiabilité et en les liant à la section « Notes et références ».
Álvaro Cortez (né le 27 octobre 1995 à Iquique) est un athlète chilien, spécialiste du triple saut.
Depuis le 26 mars 2017, il détient le record national du triple saut en 16,74 m. Il est contrôlé positif au cannabis en avril 2017.